# Ufficio del Promotore di Giustizia
Il Promotore di Giustizia presso gli Organi Giudiziari è la carica giudiziaria operativamente più significativa dello Stato della Città del Vaticano. Esso viene nominato direttamente dal Papa e svolge, in conformità alla Legge N. CCCLI sull'ordinamento giudiziario dello Stato della Città del Vaticano, in autonomia e indipendenza le funzioni di pubblico ministero e dispone della sezione di polizia giudiziaria del Corpo della Gendarmeria.  

## Storia
Il 22 settembre 2022 papa Francesco ha nominato alla carica Alessandro Diddi, docente di diritto processuale penale all'Università della Calabria. 
A coadiuvarlo, vi sono:
- il promotore aggiunto prof. avv. Settimio Carmignani Caridi, docente di diritto canonico ed ecclesiastico all'Università di Roma-Tor Vergata e alla Scuola di Diritto Vaticano della LUMSA[2][3]
- il promotore aggiunto prof. avv. Roberto Zannotti
- il promotore aggiunto cons. Catia Summaria
- il promotore applicato avv. Gianluca Perone

### Cronotassi dei Promotori di Giustizia
Dati da gcatholic.org
- Nicola Picardi (2004-2013)
- Gian Piero Milano (2013-2022)
- Alessandro Diddi (2022-)

In merito al Promotore di Giustizia Alessandro Diddi, si sono sollevati dubbi circa la compatibilità del proprio incarico con l'esercizio della professione forense, continuando ad esercitare la professione difensiva a Roma e il ruolo di Pubblico Ministero in Vaticano.